# Luciano Pigozzi
Luciano Pigozzi, noto anche con lo pseudonimo di Alan Collins (Novellara, 10 gennaio 1927 – Roma, 14 giugno 2008), è stato un attore italiano.

## Biografia
Luciano Pigozzi esordì sul grande schermo a metà degli anni cinquanta, lavorando dapprima in piccoli ruoli con registi importanti quali De Sica, Rossellini e Lattuada. Grazie alla sua notevole somiglianza con l'attore Peter Lorre ebbe una serie di ruoli da cattivo, sia nei gotici degli anni sessanta, sia nei polizieschi del decennio successivo. Dopo una piccola parte in Danza macabra partecipò con ruoli più consistenti a molte altre pellicole del regista Antonio Margheriti quali Nude... si muore, Joko - Invoca Dio... e muori e Contronatura. Un altro regista che lo seppe valorizzare a dovere fu Mario Bava, con il quale partecipò ai film Sei donne per l'assassino, La frusta e il corpo e Gli orrori del castello di Norimberga. Rilevanti le sue interpretazioni nei film Ehi amico... c'è Sabata. Hai chiuso!, Il corsaro nero, Mussolini ultimo atto e Roma a mano armata.
Uno dei suoi ruoli più significativi è probabilmente quello del milite fascista soprannominato Scimmione nel film La ciociara.
Negli anni ottanta Luciano Pigozzi continuò a lavorare spesso per Antonio Margheriti. Partecipò anche alle pellicole 2019 - Dopo la caduta di New York, Zombi 3 e Bianco Apache. L'ultima sua apparizione fu in Alien degli abissi del 1989: da allora si allontanò dal mondo cinematografico.

## Filmografia parziale

### Cinema
- Scuola elementare, regia di Alberto Lattuada (1954)
- Il tetto, regia di Vittorio De Sica (1956)
- Il generale Della Rovere, regia di Roberto Rossellini (1959)
- La ciociara, regia di Vittorio De Sica (1960)
- Lycanthropus, regia di Paolo Heusch (1961)
- La monaca di Monza, regia di Carmine Gallone (1962)
- La frusta e il corpo, regia di Mario Bava (1963)
- Sei donne per l'assassino, regia di Mario Bava (1964)
- Danza macabra, regia di Antonio Margheriti (1964)
- 5 tombe per un medium, regia di Massimo Pupillo (1965)
- Libido, regia di Ernesto Gastaldi e Vittorio Salerno (1965)
- Berlino: appuntamento per le spie, regia di Vittorio Sala (1965)
- Devilman Story, regia di Paolo Bianchini (1967)
- Nude... si muore, regia di Antonio Margheriti (1968)
- Joko - Invoca Dio... e muori, regia di Antonio Margheriti (1968)
- I vigliacchi non pregano, regia di Mario Siciliano (1968)
- Ehi amico... c'è Sabata. Hai chiuso!, regia di Gianfranco Parolini (1969)
- Contronatura, regia di Antonio Margheriti (1969)
- Cinque figli di cane, regia di Alfio Caltabiano (1969)
- Sartana nella valle degli avvoltoi, regia di Roberto Mauri (1970)
- Il diavolo a sette facce, regia di Osvaldo Civirani (1971)
- Il rompiballe... rompe ancora (Fantasia chez les ploucs), regia di Gérard Pirès (1971)
- Il corsaro nero, regia di Lorenzo Gicca Palli (1971)
- I due della F. 1 alla corsa più pazza, pazza del mondo, regia di Osvaldo Civirani (1971)
- Trastevere, regia di Fausto Tozzi (1971)
- L'uomo più velenoso del cobra, regia di Bitto Albertini (1971)
- Gli orrori del castello di Norimberga, regia di Mario Bava (1972)
- I due gattoni a nove code... e mezza ad Amsterdam, regia di Osvaldo Civirani (1972)
- Colpiscono senza pietà (Pulp), regia di Mike Hodges (1972)
- Anastasia mio fratello, regia di Steno (1973)
- Mussolini ultimo atto, regia di Carlo Lizzani (1974)
- Il giustiziere sfida la città, regia di Umberto Lenzi (1975)
- La bolognese, regia di Alfredo Rizzo (1975)
- Sorbole... che romagnola, regia di Alfredo Rizzo (1976)
- Liebes Lager, regia di Lorenzo Gicca Palli (1976)
- Roma a mano armata, regia di Umberto Lenzi (1976)
- Puttana galera!, regia di Gianfranco Piccioli (1976)
- Casa privata per le SS, regia di Bruno Mattei (1977)
- Il cinico, l'infame, il violento, regia di Umberto Lenzi (1977)
- Ritornano quelli della calibro 38, regia di Giuseppe Vari (1977)
- Porci con la P.38, regia di Gianfranco Pagani (1978)
- L'ultimo cacciatore, regia di Antonio Margheriti (1980)
- Notturno con grida, regia di Ernesto Gastaldi e Vittorio Salerno (1981)
- 2019 - Dopo la caduta di New York, regia di Sergio Martino (1983)
- Il mondo di Yor, regia di Antonio Margheriti (1983)
- Il giustiziere della strada, regia di Giuliano Carnimeo (1983)
- I sopravvissuti della città morta, regia di Antonio Margheriti (1984)
- Cobra Mission, regia di Fabrizio De Angelis (1986)
- Bianco Apache, regia di Claudio Fragasso e Bruno Mattei (1987)
- Robowar - Robot da guerra, regia di Bruno Mattei (1988)
- Zombi 3, regia di Lucio Fulci (1988)
- Alien degli abissi, regia di Antonio Margheriti (1989)

### Televisione
- Stasera Fernandel, serie TV, epis. 1x06, regia di Camillo Mastrocinque (1969)
- Appuntamento a Trieste, miniserie TV, regia di Bruno Mattei (1989)